# Atlaey
Atlaey är en kulle i republiken Island. Den ligger i regionen Suðurland, i den södra delen av landet, 170 km öster om huvudstaden Reykjavík.
Trakten runt Atlaey är nära nog obefolkad, med mindre än två invånare per kvadratkilometer. Det finns inga samhällen i närheten. Omgivningarna runt Atlaey är i huvudsak ett öppet busklandskap.